# علی‌آباد کلان‌ظهور
علی‌آباد کلان‌ظهور روستایی در دهستان دلگان بخش مرکزی شهرستان دلگان استان سیستان و بلوچستان ایران است.

## جمعیت
بر پایه سرشماری عمومی نفوس و مسکن در سال ۱۳۹۵ جمعیت این روستا ۵۶۳ نفر (۱۳۷خانوار) بوده‌است.